# Baron Ashton of Hyde

Wappen der Barone Ashton of Hyde

Baron Ashton of Hyde, of Hyde in the County of Chester, ist ein erblicher britischer Adelstitel in der Peerage of the United Kingdom.

## Verleihung
Der Titel wurde am 28. Juni 1911 für den Unternehmer und Politiker Thomas Gair Ashton geschaffen. Diese war ein bedeutender Baumwollfabrikant und von 1885 bis 1886 sowie 1895 bis 1911 Mitglied des House of Commons.

## Liste der Barone Ashton of Hyde (1911)
- Thomas Ashton, 1. Baron Ashton of Hyde (1855–1933)
- Thomas Ashton, 2. Baron Ashton of Hyde (1901–1983)
- Thomas Ashton, 3. Baron Ashton of Hyde (1926–2008)
- Thomas Ashton, 4. Baron Ashton of Hyde (* 1958)

Titelerbe (Heir Presumptive) ist der Bruder des aktuellen Barons, Hon. John Ashton (* 1966).